# 'Ndrangheta
'Ndrangheta (/(ən)dræŋˈɡɛtə/, tiếng Ý: [nˈdraŋɡeta], phát âm tiếng Sicilia: [(ɳ)ˈɖɽaɲɟɪta]) là một tổ chức tội phạm nổi tiếng có tổ chức kiểu Mafia Ý, có từ cuối thế kỷ 18 và có trụ sở tại vùng Calabria.
Theo "Đánh giá về mối đe dọa của tội phạm có tổ chức ở Ý" năm 2013 của Europol và Guardia di Finanza, 'Ndrangheta là một trong những nhóm tội phạm có tổ chức có thế lực và nguy hiểm nhất trên thế giới. Năm 2013, họ đã kiếm được 53 tỷ euro theo một nghiên cứu từ Viện nghiên cứu Demoskopika.